# Cuernos de oro de Gallehus

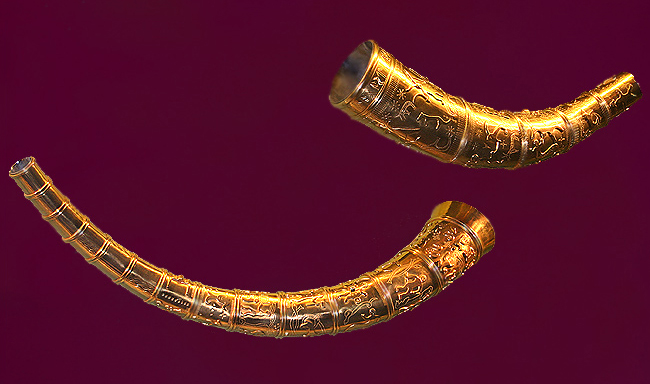
Reconstrucción de los cuernos en el Museo Nacional de Dinamarca.

Los Cuernos de oro de Gallehus son dos cuernos que probablemente fueron empleados como vasos en bebidas rituales, encontrados en 1639 y 1724 en Gallehus, cerca de Tønder, al sur de Jutlandia. Se ha estimado que fueron fabricados en torno al 400 d. C. (Edad de hierro germánica) y están entre los hallazgos arqueológicos más importantes de Dinamarca. Tienen inscripciones rúnicas en lengua germánica del noroeste.

## Historia del hallazgo

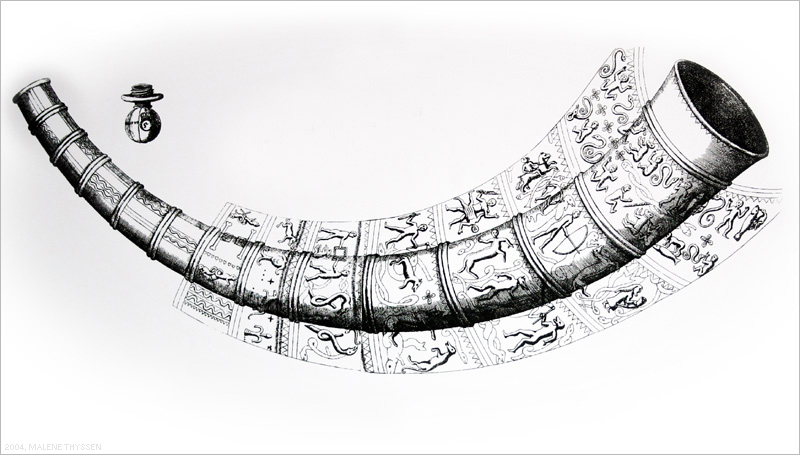
Descripción de Ole Worms de 1641 del primer cuerno.

Los valiosos cuernos adquirieron a causa de sus misteriosos motivos así como por sus inscripciones rúnicas del cuerno más corto una gran fama. En 1802 el orfebre y relojero Niels Heidenreich los robó y los fundió. Se habían hecho moldes de yeso de los cuernos para un cardenal de Roma, pero se habían perdido en un naufragio junto a Córcega. Se crearon copias aproximadas a partir de diagramas. Los cuernos mostrados en la fotografía son copias de 1980.
El cuerno más largo fue descubierto casualmente por una encajera llamada Kirsten Svendsdatter en Gallehus junto a Møgeltønder. Más tarde fue regalado por el Rey Cristián IV a su hijo Cristián. Fue restaurado por los artesanos reales. La descripción más famosa del cuerno fue la realizada por el erudito y arqueólogo Olaus Wormius en 1641 en un ensayo titulado De aureo cornu, que contenía un grabado de Simon de Pas. El cuerno tenía aproximadamente 52 cm de largo medidos a lo largo de su perímetro exterior; la apertura tenía un diámetro de 10 cm. y pesaba unos 3,1 kg.
El cuerno más corto fue encontrado por el campesino Erich Lassen el 21 de abril de 1734 en las inmediaciones del lugar del primer hallazgo. El análisis fue llevado a cabo por el archivero Joachim Richard Paulli en 1734. Las dimensiones exactas del cuerno corto se desconocen, pero pesaba 3,7 kg más que el largo. Tenía la siguiente inscripción en rúnico:
ᛖᚲ ᚺᛚᛖᚹᚨᚷᚨᛊᛏᛁᛉ ᚺᛟᛚᛏᛁᛃᚨᛉ ᚺᛟᚱᚾᚨ ᛏᚨᚹᛁᛞᛟ
Ambos cuernos tenían en su cara interior figuras humanas y animales grabados. Solo los anillos exteriores tenían un alto contenido en oro.